# Nealcidion singulare
Nealcidion singulare är en skalbaggsart som beskrevs av Monné 1998. Nealcidion singulare ingår i släktet Nealcidion och familjen långhorningar. Inga underarter finns listade i Catalogue of Life.